# Ergin Soner
Ergin Soner (* 1965 in Istanbul) ist ein türkischer Diplomat.

## Leben
Soner besuchte ab 1987 die Universität Ankara und machte 1990 seinen Master in Politikwissenschaft und Internationale Beziehungen. Ab Ende 1990 war er in verschiedenen Positionen in der Türkei im Auswärtigen Amt und in diplomatischen Missionen in der Welt beschäftigt.
Seine erste Berufung als Botschafter erhielt er zum 15. Oktober 2013 für die türkische diplomatische Mission in Banjul im westafrikanischen Staat Gambia. In dieser Position war er bis 1. November 2016 eingesetzt.

## Auszeichnungen und Ehrungen
- 2016 – July 22nd Revolution Award[2]